# Barcience
Barcience è un comune spagnolo situato nella comunità autonoma di Castiglia-La Mancia.